# Antonio Mancini

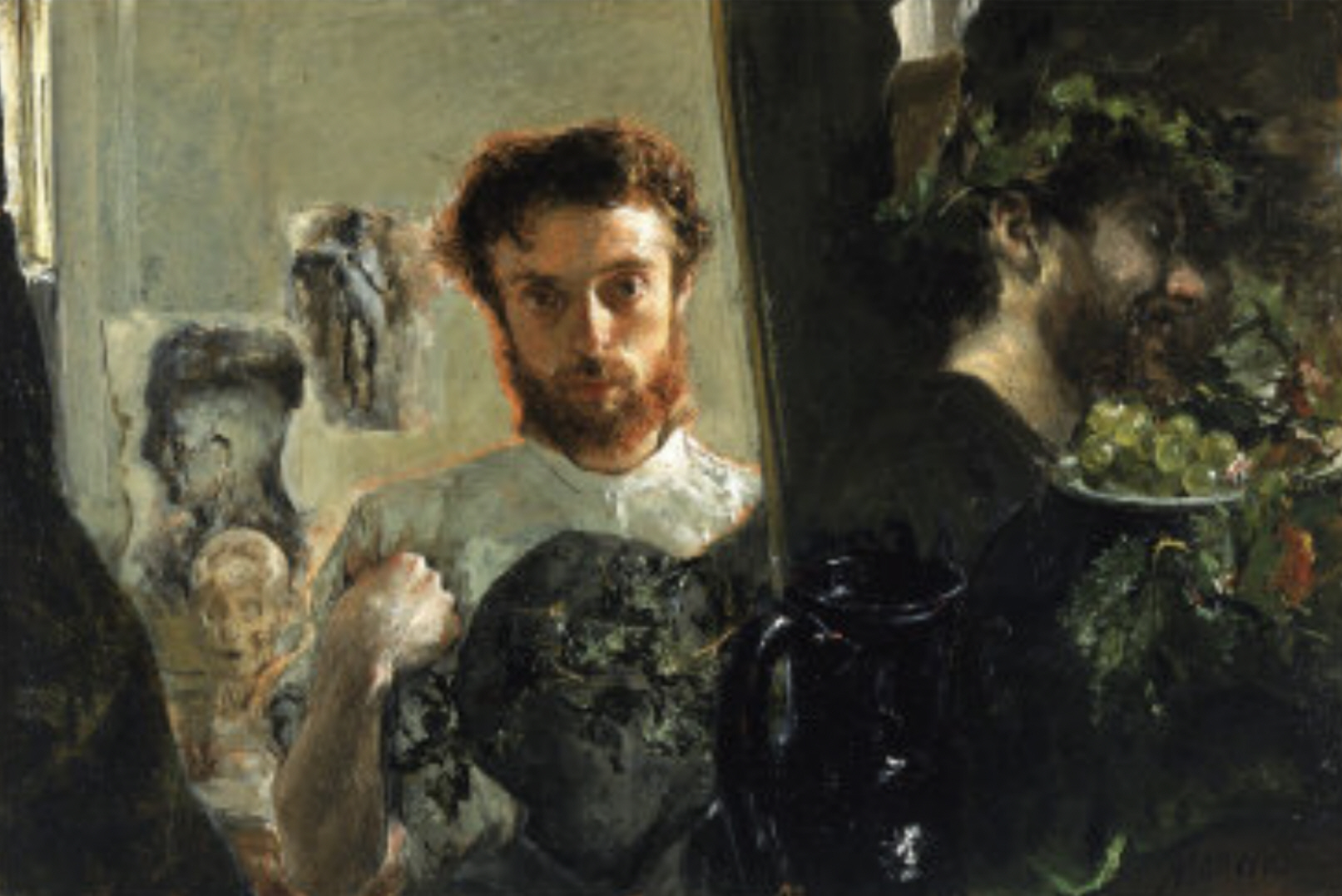
Selbstporträt, Öl auf Leinwand, um 1872

Antonio Mancini (* 14. November 1852 in Albano Laziale; † 28. Dezember 1930 in Rom) gilt als einer der wichtigsten italienischen Maler der Moderne.

## Leben
Mancini wurde am 14. November 1852 in Albano Laziale, eine Gemeinde in der Provinz Rom, geboren. Schon früh interessierte er sich für Zeichnen und Modellieren. Sein Vater zeigte einige seiner Zeichnungen Domenico Morelli (1823–1901) und Filippo Palizzi (1818–1899), die die künstlerische Begabung des Jungen erkannten und den erst 12-jährigen Antonio an der Accademia di Belle Arti di Napoli aufnahmen. An der Accademia zog der junge Maler durch sein großes zeichnerisches Talent die Aufmerksamkeit seiner Lehrer auf sich. Im Jahr 1870 stellte Mancini zwei seiner Bilder im Salon de Paris aus und erntete großen Beifall. Drei Jahre später absolvierte er sein Kunststudium als Jahrgangsbester und eröffnete ein Atelier in Rom. In dieser Zeit schloss er sich der Verismo-Bewegung an.

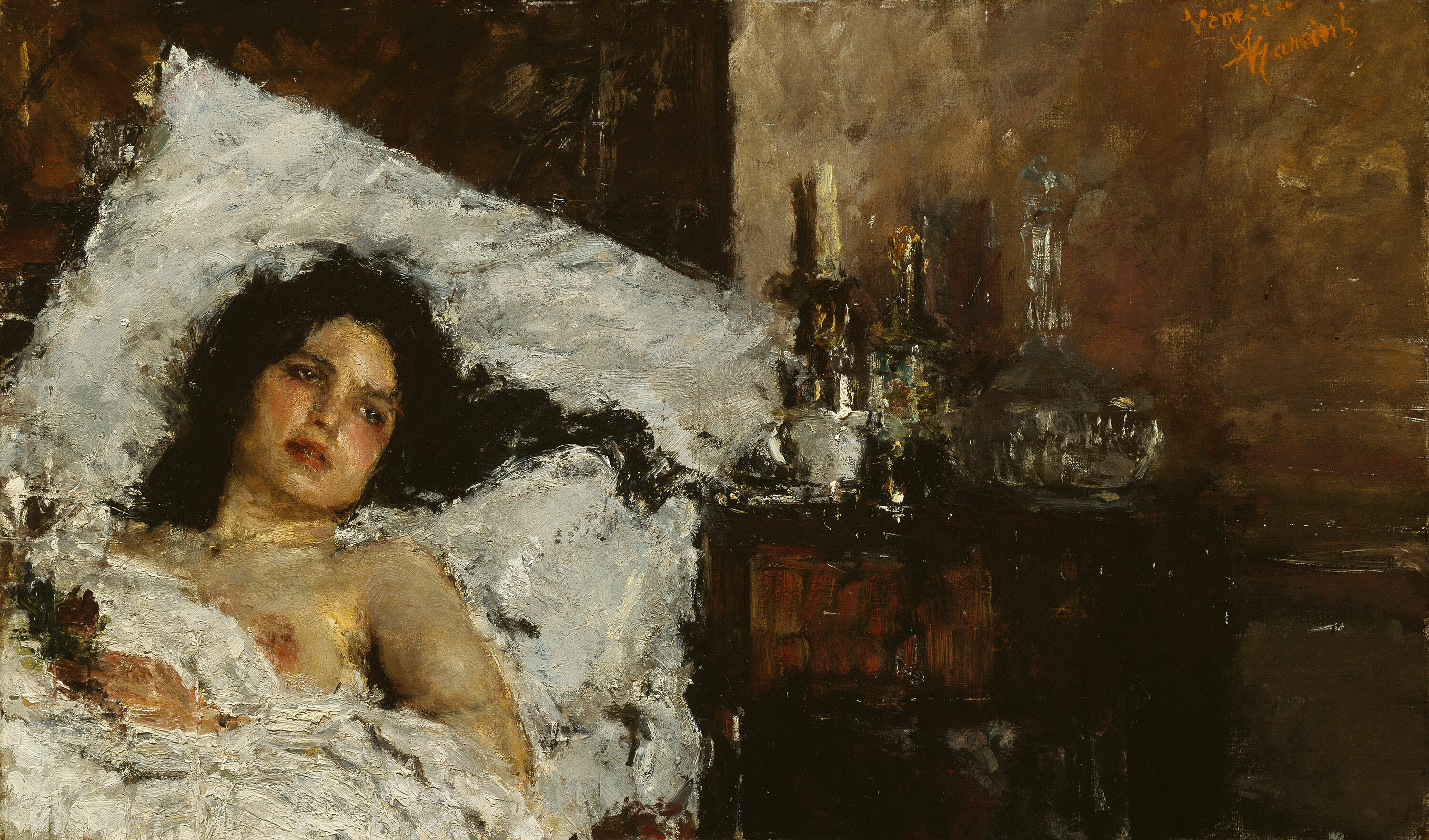
Resting, Öl auf Leinwand, c. 1887

Im Jahr 1877 reiste Mancini zum ersten Mal nach Frankreich, wo er unter anderem die Impressionisten Edgar Degas (1834–1917) und Édouard Manet (1832–1883) kennenlernte; in seinen späteren Werken findet man deren Einfluss wieder. Von besonderer Bedeutung war die Freundschaft zu dem amerikanischen Maler John Singer Sargent (1856–1925), der ihn 1880 nach London einlud.

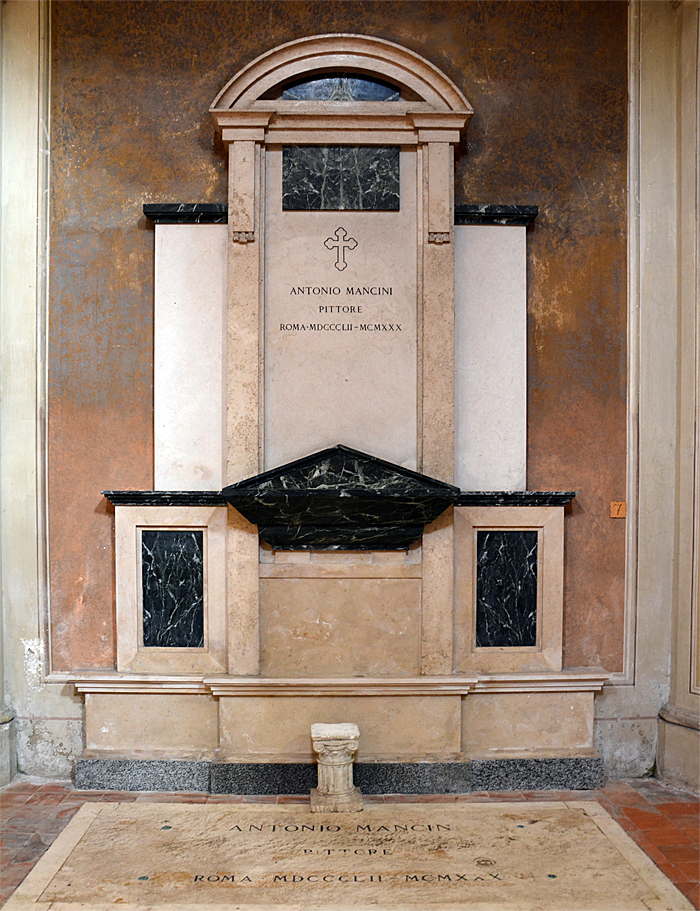
Grab Mancinis in der Basilika dei Santi Bonifacio e Alessio in Rom

1881 litt Mancini öfters an psychischer Niedergeschlagenheit (Depressionen), welche einen mehrwöchigen Krankenhausaufenthalt notwendig machte. Darauf entschied er sich für eine Übersiedelung nach Rom, wo er die nächsten zwanzig Jahre lebte und von seinen Künstlerfreunden finanziell unterstützt wurde. Hier lernte er auch die Prostituierte Aurelia, genannt La Cornacchia, kennen. Sie saß ihm Modell, führte ihm den Haushalt und wurde seine Lebensgefährtin. Zwischen 1903 und 1918 lebten sie in Frascati. Nach dem Ersten Weltkrieg nahm Mancini eine Anstellung als Kunstlehrer an der Accademia d’Italia an, die er bis zu seinem Tod innehielt.

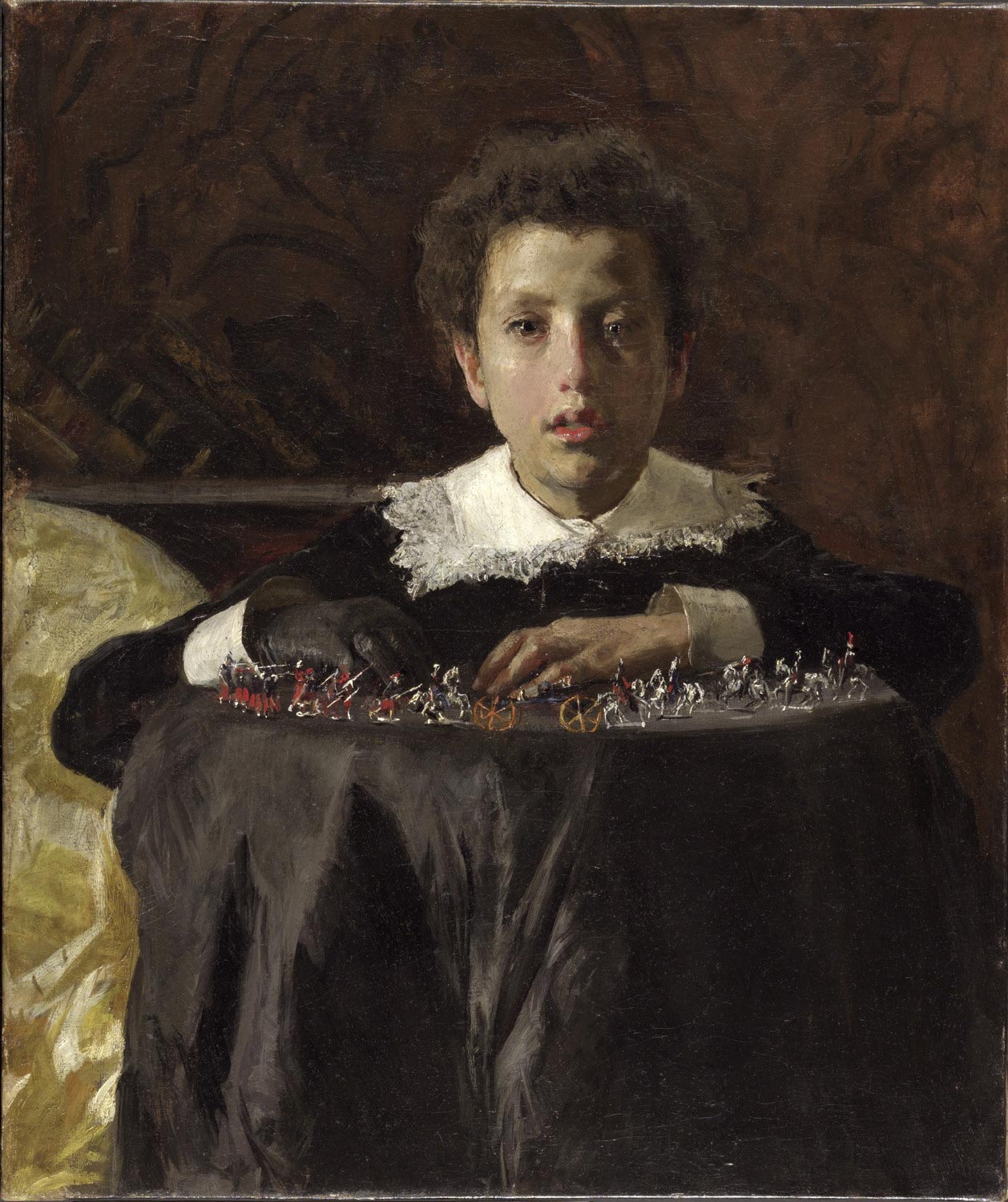
Junge mit Zinnsoldaten, 1876
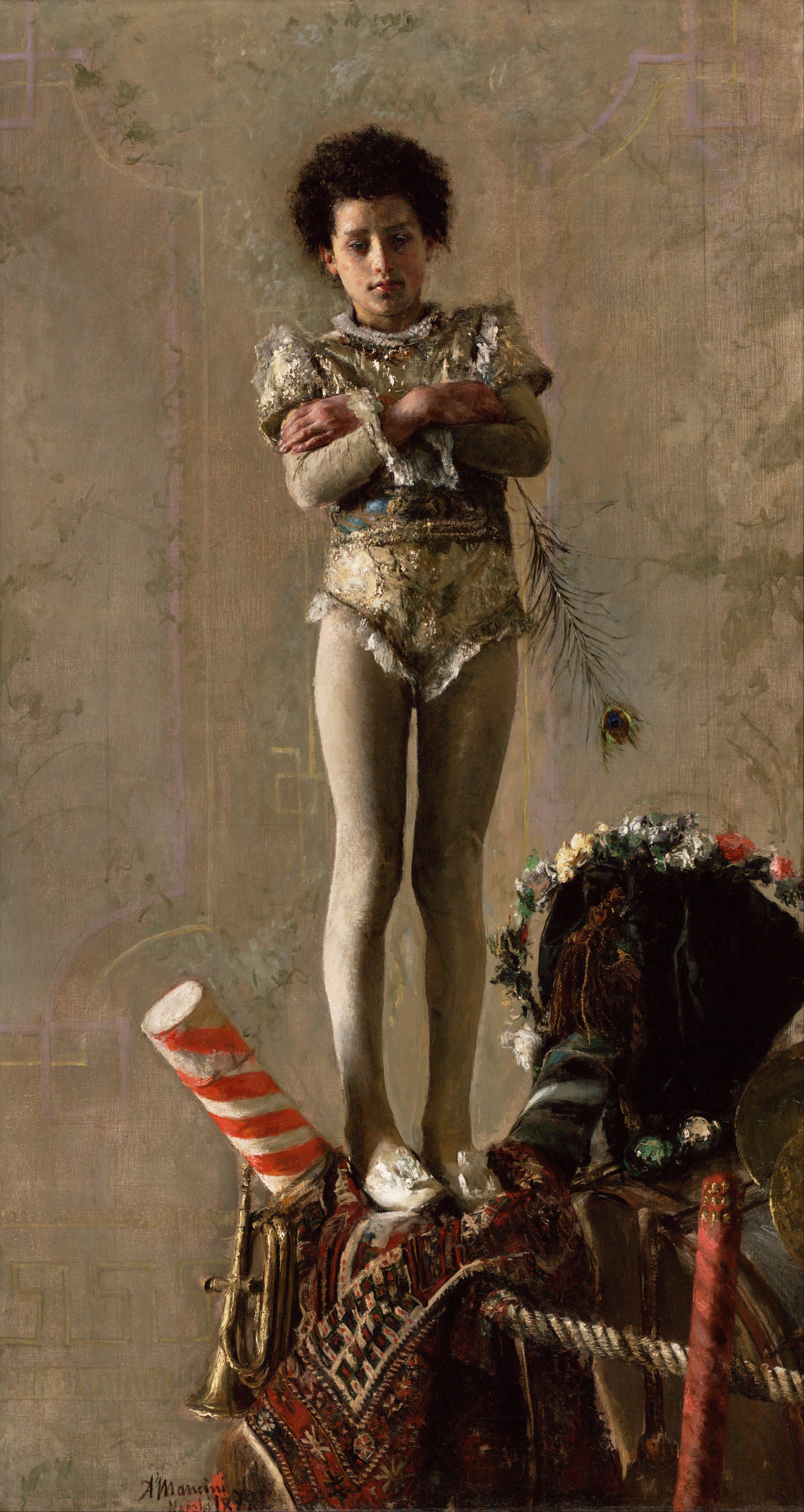
Saltimbanco, 1879
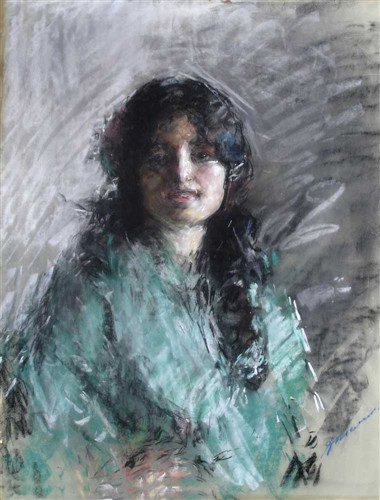
Aurelia, 1887
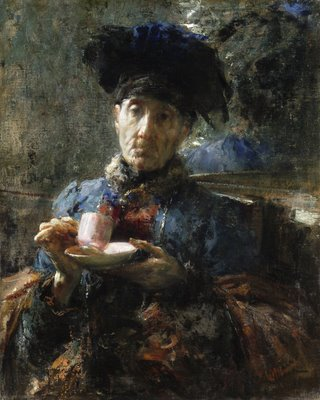
Die Teetrinkerin, 1907